# Mangapu (rivière)
La rivière Mangapu (en anglais : Mangapu River) est un cours d’eau de la région de Waikato de l’île du Nord en Nouvelle-Zélande.

## Géographie
Elle a sa source dans de nombreux ruisseaux, qui s’écoulent globalement vers le nord à partir du  King Country, au sud de Te Kuiti, le plus long d’entre eux étant le ‘Mangaokewa Stream’. Ils se rejoignent pour former la rivière Mangapu tout près de 'Te Kuiti', et de là, la rivière s'écoule vers le nord, passant à côté de la partie est des grottes de Waitomo, avant de se déverser dans la rivière Waipa au niveau de la ville d’Otorohanga .